# Minami-Awaji
Minami-Awaji (jap. 南あわじ市 Minami-Awaji-shi) – miasto w Japonii (prefektura Hyōgo) położone na wyspach: Awaji oraz Nushima na Morzu Wewnętrznym.

## Położenie
Miasto leży na wyspach w południowej części prefektury, graniczy z miastami:
- Sumoto

## Historia
Miasto powstało 11 stycznia 2005 roku.

## Miasta partnerskie
- Stany Zjednoczone: Celina w Ohio